# Orthocephalus
Orthocephalus is een geslacht van wantsen uit de familie blindwantsen, voor het eerste wetenschappelijk beschreven door Franz Xaver Fieber in 1858.

## Soorten
De volgende 23 soorten behoren tot het genus Orthocephalus:

- Orthocephalus arnoldii (V. Putshkov, 1961)
- Orthocephalus bivittatus Fieber, 1864
- Orthocephalus brevis (Panzer, 1798)
- Orthocephalus championi Saunders, 1894
- Orthocephalus coriaceus (Fabricius, 1777)
- Orthocephalus fulvipes Reuter, 1904
- Orthocephalus funestus Jakovlev, 1881
- Orthocephalus medvedevi Kiritshenko, 1951
- Orthocephalus melas Seidenstucker, 1962
- Orthocephalus minimus Drapolyuk and Kerzhner, 2000
- Orthocephalus modarresi Linnavuori, 1997
- Orthocephalus proserpinae (Mulsant and Rey, 1852)
- Orthocephalus putshkovi Namyatova and Konstantinov, 2009
- Orthocephalus rhyparopus Fieber, 1864
- Orthocephalus saltator (Hahn, 1835)
- Orthocephalus scorzonerae Drapolyuk and Kerzhner, 2000
- Orthocephalus sefrensis Reuter, 1895
- Orthocephalus solidus (Seidenstucker, 1971)
- Orthocephalus styx Reuter, 1908
- Orthocephalus tibialis (Reuter, 1894)
- Orthocephalus tristis (Reuter, 1894)
- Orthocephalus turkmenicus Namyatova and Konstantinov, 2009
- Orthocephalus vittipennis (Herrich-Schaeffer, 1835)